# Mason City (Iowa)
Mason City er en amerikansk by og administrativt centrum i det amerikanske county Cerro Gordo County, i staten Iowa. I 2000 havde byen et indbyggertal på 26.009.

## Ekstern henvisning
- Mason Citys hjemmeside Arkiveret 1. november 2020 hos  Wayback Machine (engelsk)

43°8′55″N 93°12′7″V / 43.14861°N 93.20194°V